# やらまいか

遠州弁が話される旧遠江国（赤）

やらまいか（IPA: /jäɺämäikä/）は、遠州弁の連語の一つ。共通語では「やろうじゃないか」という意味である。遠州っ子の気質や遠江国の風土を代表する言葉としても知られている。

## 概要
日本語の方言の一つである遠州弁は、かつての遠江国（遠州）、のちの静岡県の西部を中心に使用されている。「やらまいか」とは、この遠州弁の連語の一つであり、共通語では「やろうじゃないか」という意味にあたる。「やってやろうじゃないか」あるいは「とにかくやってみよう」といった気概や心情を表している。また、この言葉は静岡県の西部で暮らす人々の気質や西部の風土を表す代表的な言葉としても知られており、遠州っ子の気質を「やらまいか精神」や「やらまいか魂」などと表現することも多い。

## 住民性
静岡県は7777平方キロメートルに及ぶ広大な県域を持ち、かつての遠江国（遠州）、駿河国（駿州）、伊豆国（豆州）の3つの令制国によって構成されている。3か国の寄り合い所帯であるため、同じ静岡県でも旧遠江国、旧駿河国、旧伊豆国では県民性が大きく異なっているとされている。かつての遠江国である静岡県の西部では、新しい物事に積極果敢に挑戦する進取の気風が根付いており、起業家精神に富むとされる。これらを表す言葉として「やらまいか」が挙げられている。
一方、かつての駿河国である静岡県の中部および東部の一部は、新しい物事に対して慎重で保守的な傾向が強いとされる。それを端的に表しているのが「遠州のやらまいか、駿河のやめまいか」という言葉である。新しい物事に対して「やらまいか！」（＝「やろうじゃないか！」）と積極的になるのが遠州っ子、「やめまいか」（＝「やめようじゃないか」）と消極的になるのが駿河っ子、というわけである。同様に「浜松のやらまいか、静岡のやめまいか」という言い回しもあるが、これは西部を代表する都市である浜松市と、中部を代表する都市である静岡市の市民性を比較した言葉であり、「西部のやらまいか、中部のやめまいか」も同様の意味である。

## 起業家精神

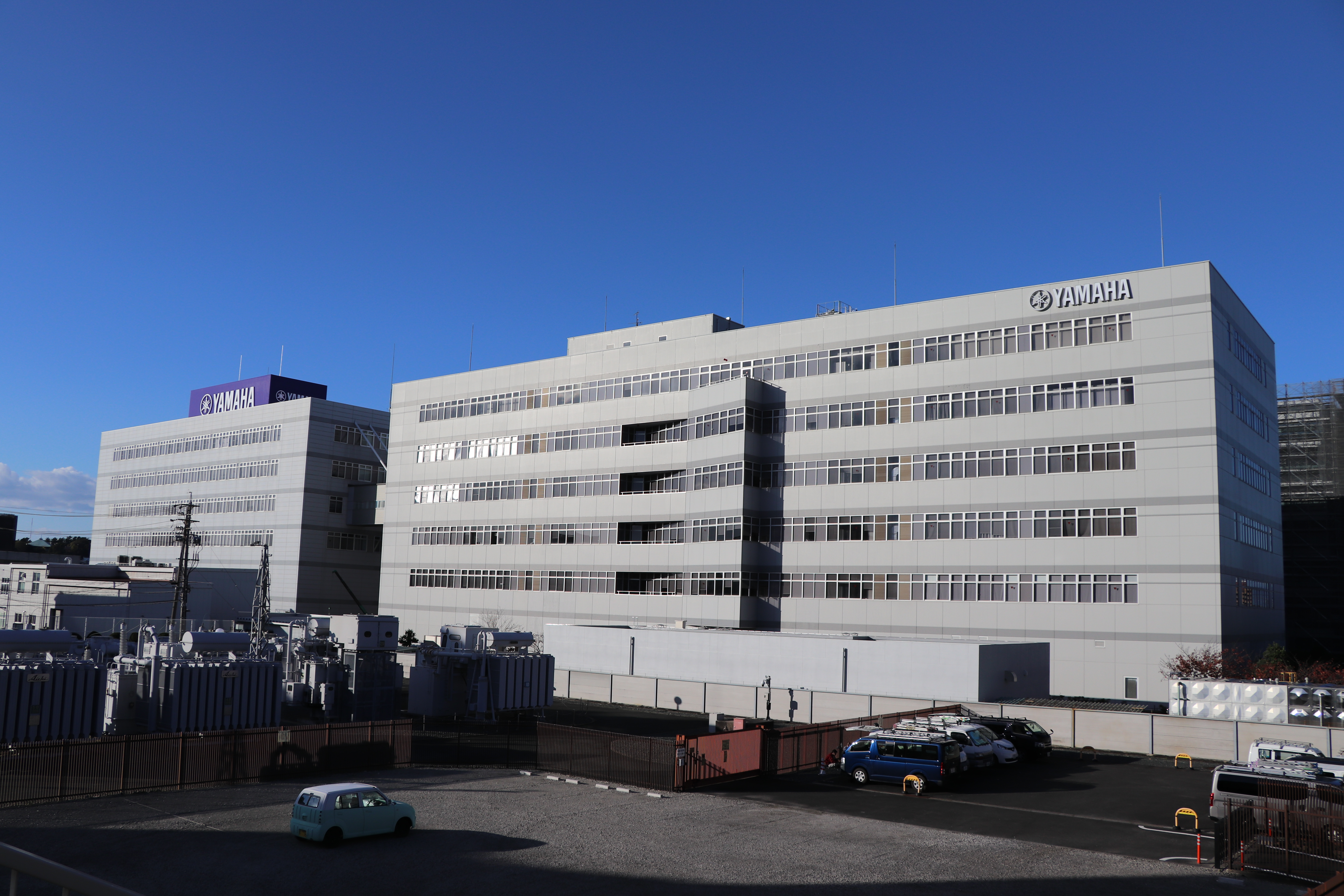
山葉寅楠が創業した日本楽器製造の流れをくむヤマハの本社（静岡県浜松市）

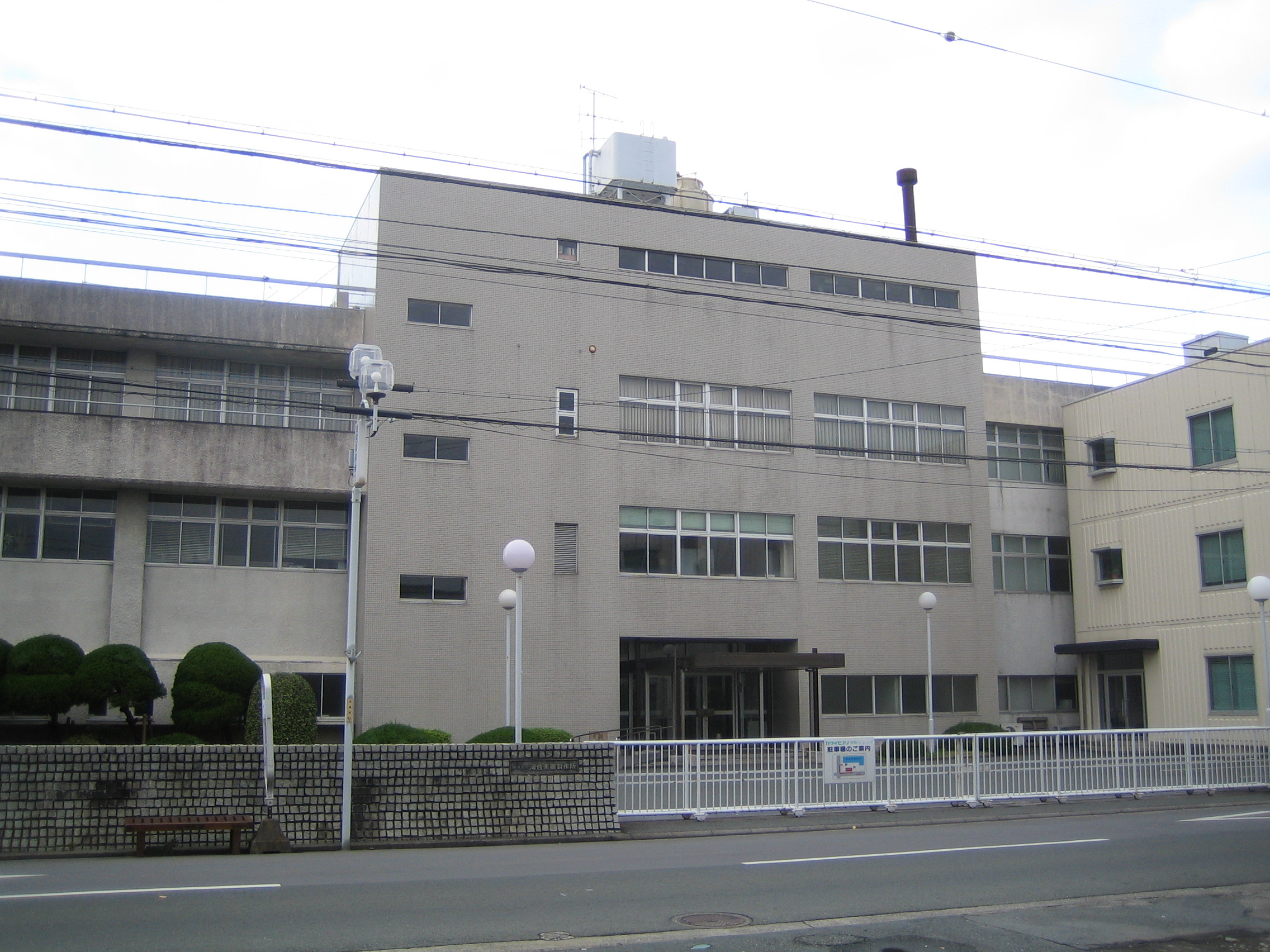
河合小市が創業した河合楽器製作所の本社（静岡県浜松市）

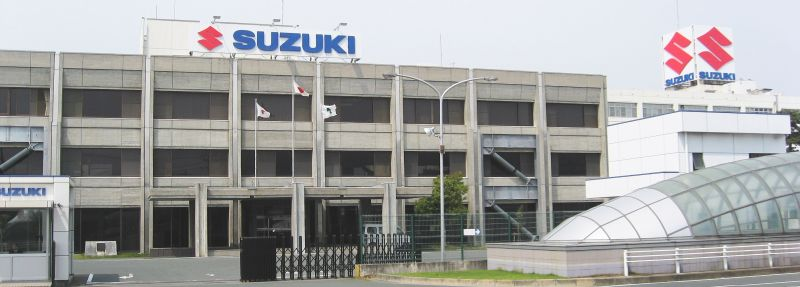
鈴木道雄が創業した鈴木自動車工業の流れをくむスズキの本社（静岡県浜松市）

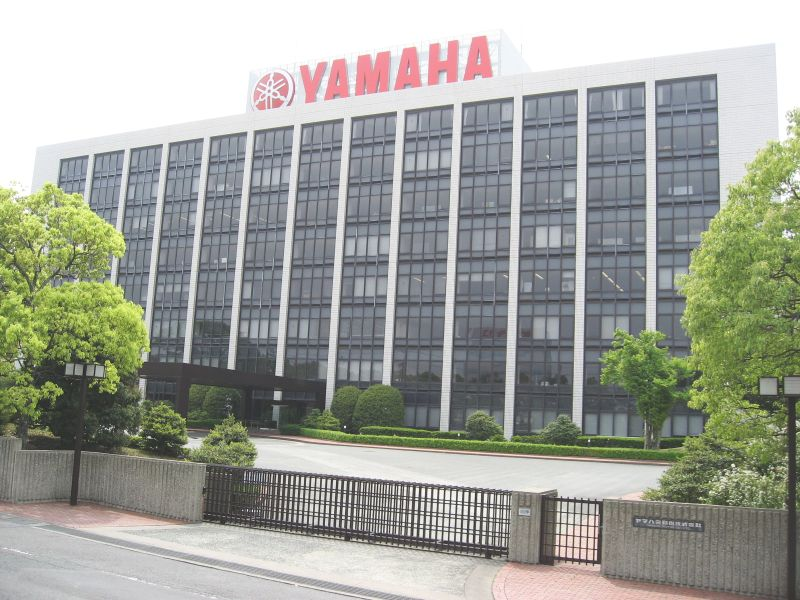
山葉寅楠が創業した日本楽器製造から分社化され発足したヤマハ発動機の本社（静岡県磐田市）

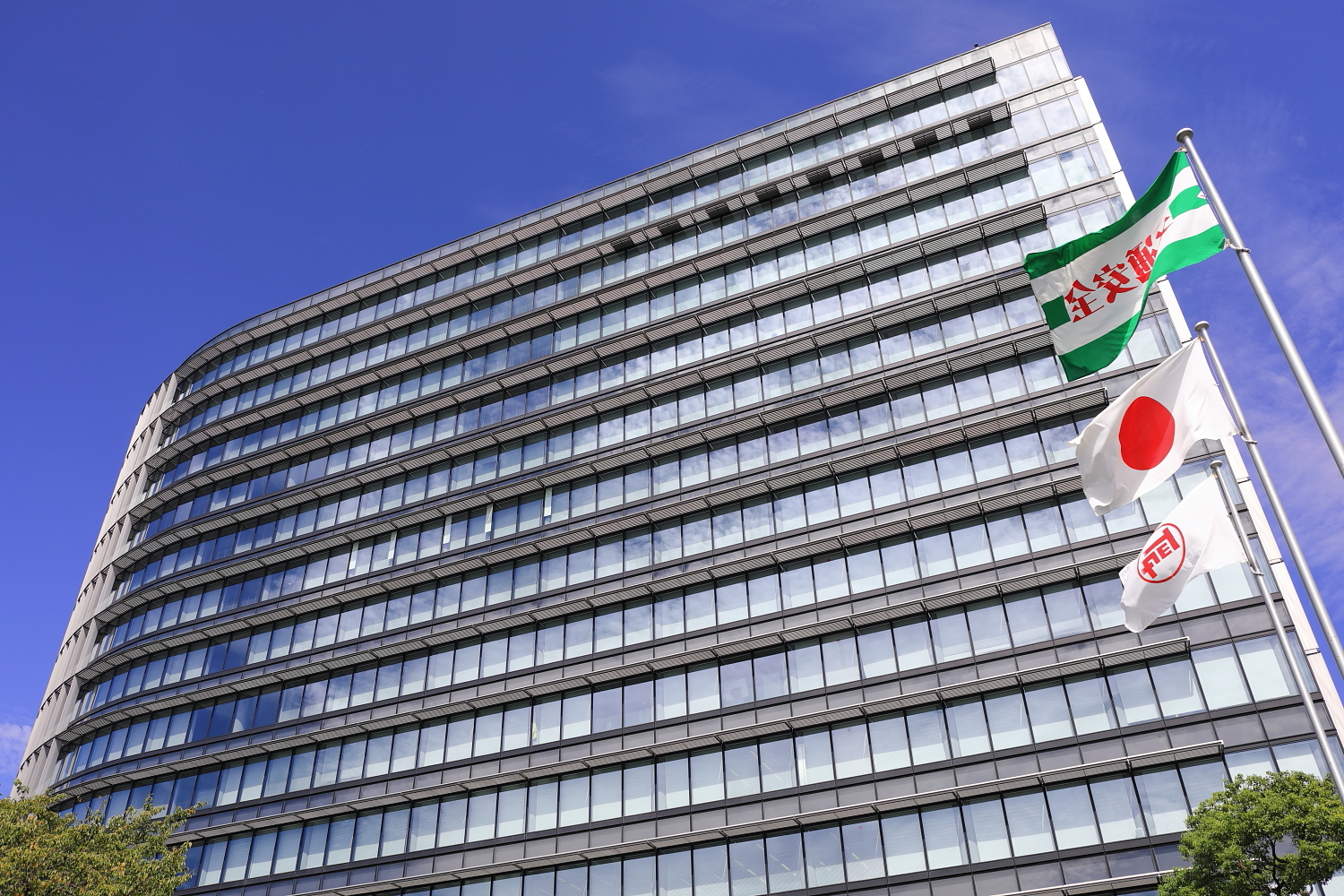
豊田佐吉が創業した豊田自動織機製作所から分社化され発足したトヨタ自動車工業の流れをくむトヨタ自動車の本社（愛知県豊田市）

静岡県の西部では、「やらまいか精神」と称される挑戦を重んじる気風が根付いており、起業家活動を支援する者も多く、他郷出身者も受け入れる地域の開放性も備わっていた。これらの風土の下で起業家や研究者を多く輩出してきた。その結果、静岡県の西部において、音楽産業、輸送用機器産業、光・電子産業といった様々な分野で数多くの企業が産声を上げた。
やらまいか精神が起業家に与えた影響についての論考は、ジャーナリストの梶原一明が嚆矢とされる。梶原は『超合理経営の発想』をはじめとするやらまいか精神について論じる書籍を多数上梓している。そのほかにも、経営学者の伊丹敬之や実業家の晝馬輝夫による著作をはじめ、経済学者の太田耕史郎の著作などが知られており、地域経済学などの学術研究にて静岡県西部の起業家活動を論じる際に言及されることが多い。
このような背景により、静岡県の西部から多様な起業家が次々と現れた。その結果、静岡県の西部においては、繊維産業、繊維機械産業、工作機械産業、楽器産業、二輪車産業、四輪車産業、光産業とリーディング産業が次々と勃興し、それらが互いに関連し連鎖的に発展していった。やがて、静岡県の西部は日本を代表する産業集積地の一つとして知られるようになり、東海工業地域を形成するに至った。
繊維機械産業
静岡県の西部では明治年間より繊維産業が盛んとなっており、そこから派生する形で繊維機械を手掛ける起業家が続々と現れた。代表的な例としては、豊田自動織機製作所を創業した豊田佐吉（遠江国敷知郡山口村出身）や、鈴木式織機を創業した鈴木道雄（静岡県長上郡出身）などが著名な起業家として挙げられる。静岡県庁では、やらまいか精神の溢れる創業者の一人として、豊田の名を挙げている。
楽器産業
楽器産業においては、日本楽器製造を創業した山葉寅楠や、山葉の下からスピンアウトして河合楽器製作所を創業した河合小市（静岡県敷知郡浜松菅原町出身）などが著名な起業家として挙げられる。山葉は紀伊国出身であるが、静岡県の西部にて日本楽器製造を創業し、静岡県の西部における楽器産業の礎を築いたことで知られている。静岡県庁では、やらまいか精神の溢れる創業者の一人として、山葉の名を挙げている。なお、山葉のみならず、他郷出身者が静岡県の西部にて起業する事例は多い。ローランドを創業した梯郁太郎のように、もともと静岡県外で誕生した企業であったにもかかわらず、わざわざ本社を静岡県の西部に移転させるような事例も目立つ。
輸送用機器産業
自動車産業をはじめとする輸送用機器産業においては、本田技研工業を創業した本田宗一郎（静岡県磐田郡光明村出身）、鈴木自動車工業を創業した鈴木道雄などが著名な起業家として挙げられる。本田は静岡県の西部における自動車産業の礎を築いたことで知られており、その生涯を描く『やらまいか！――国際的な自動車メーカーを創立した男とそれを支えた妻』と題したテレビドラマが製作されている。静岡県庁では、やらまいか精神の溢れる創業者の一人として、本田の名を挙げている。また、山葉寅楠が創業した日本楽器製造からも、のちにオートバイ製造事業が分社化されヤマハ発動機として独立を果たしている。同様に、豊田佐吉が創業した豊田自動織機製作所からも、のちに自動車製造事業が分社化されトヨタ自動車工業として独立を果たしている。
2016年（平成28年）10月、トヨタ自動車工業の流れをくむトヨタ自動車と、鈴木自動車工業の流れをくむスズキが、業務提携に向けた協議を開始することになった。これを受け、トヨタ自動車社長の豊田章男（豊田佐吉の曾孫）と、スズキ会長の鈴木修（鈴木道雄の義孫）が、記者会見に臨んだ。その際、豊田章男は「スズキもトヨタも遠州を発祥の地とし、自動織機メーカーとして生まれた。この地には『やらまいか精神』というのがある。『やりましょうよ』という意味だ。厳しいグローバル競争を生き抜き、革新技術で未来を切り開くことが求められている今、最も必要なのは『やらまいか精神』だ」と述べている。
光・電子産業
光・電子産業においては、ブラウン管によるテレビを世界で初めて開発した高柳健次郎（静岡県浜名郡和田村出身）などが著名な研究者として知られている。高柳は浜松高等工業学校にて教鞭を執っていたが、その門下生の中からのちに浜松テレビを創業する堀内平八郎らを輩出している。静岡県庁では、やらまいか精神の溢れる研究者の一人として、高柳の名を挙げている。
食品産業
食品産業においては、日本精製糖を創業した鈴木藤三郎（遠江国周智郡森町村）などが著名な起業家として挙げられる。
運輸産業
運輸産業においては、ハマキョウレックスを創業した大須賀正孝（静岡県浜名郡出身）が著名な起業家として知られている。大須賀は『やらまいか！――トラック一台から超優良上場企業をつくった破天荒な男の経営実践録』と題した著書を上梓している。

## 農林水産業
「やらまいか精神」の発露として、静岡県の西部における第一次産業の発展が挙げられることが多い。特に、三方原台地の開墾や、魚介類の養殖の発展といったものが代表的な例とされる。
農林業
静岡県の西部に広がる三方原台地は、かつては農業に向かない荒れ地であった。昭和年間に入ると開拓者たちが次々と入植し、不屈の精神で荒れ地を端から畑に変えていった。馬鈴薯、麦、落花生、大根の栽培が盛んとなり、果物や花卉などの園芸栽培や、畜産なども広く展開された。もともと静岡県の西部は雪がほとんど降らず、年間通じて日照時間が長いため、その点だけ見れば植物の生育に適した地であると言える。一方で、降水量が少ないことから、植物の生育に欠かせない水の確保が課題であった。1967年（昭和42年）には三方原用水路が開通し、先進的な農業が展開されるようになったことから、見違えるような農業地帯に生まれ変わった。浜松市役所では、やらまいか精神の発露の例の一つとして、三方原台地の開墾を挙げている。
また、静岡県の西部を流れる天竜川の上流においては、林業が盛んとなった。1700年代より植林が続けられていたが、1890年代に入ると金原明善（遠江国長上郡安間村出身）によって植林事業が展開され、杉や檜を中心に据えた林業が発展した。これらの林は、やがて日本三大美林の一つと謳われるようになった。浜松市役所では、やらまいか精神の発露の例の一つとして、天竜の林業を挙げている。
水産業
もともと、静岡県の西部においては、浜名湖や遠州灘にて鰯、鰹、海老などの漁業が盛んであった。また、浜名湖においては、古くから牡蠣や海苔の養殖も行われてきた。このような背景もあり、魚介類の養殖事業が意欲的に試みられてきた。1890年代に入ると鰻や鼈の養殖が本格化し、静岡県の西部を代表する産品の一つとなっていった。浜松市役所では、やらまいか精神の発露の例の一つとして、これらの水産業を挙げている。

## 報徳思想

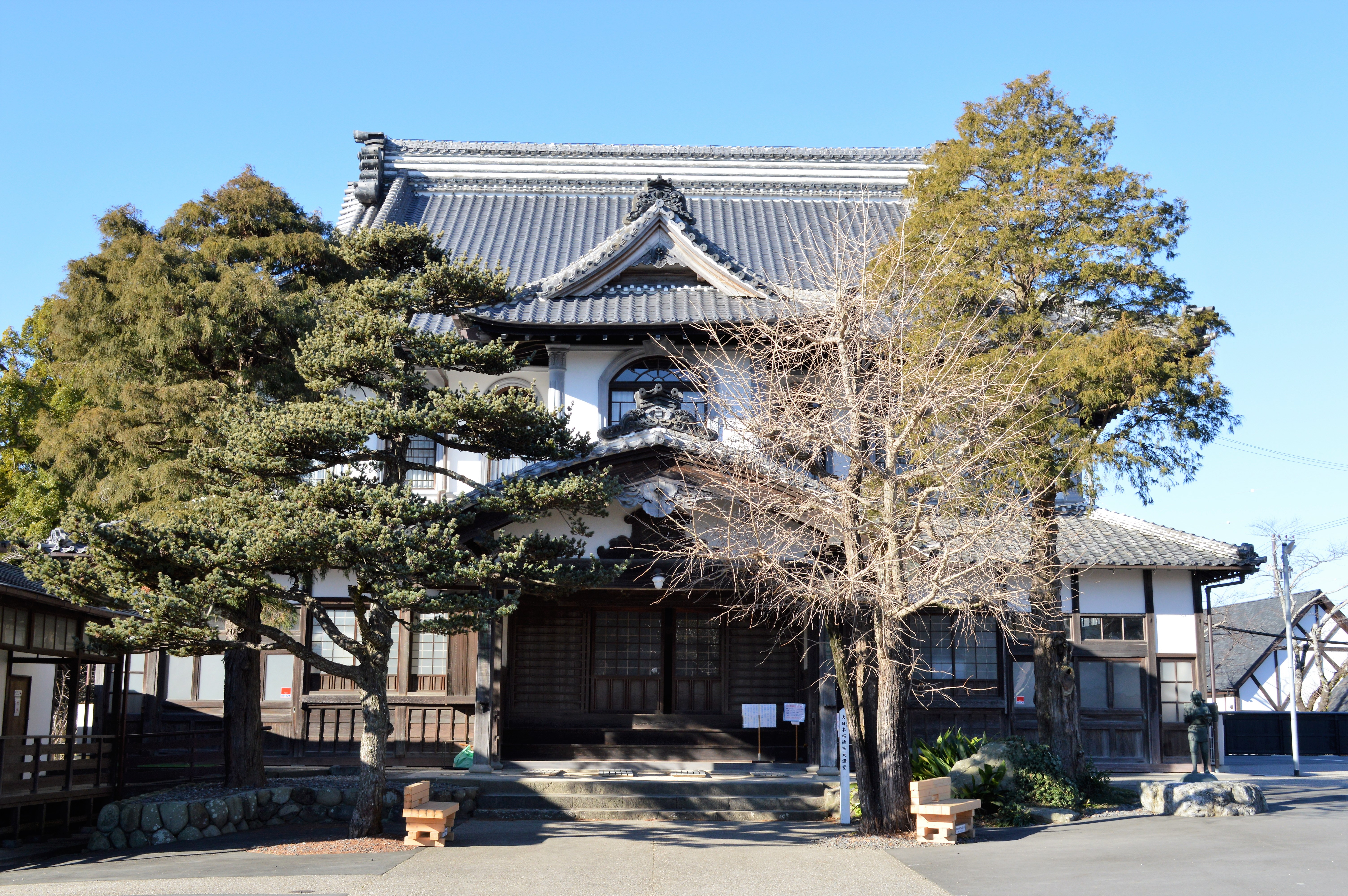
岡田佐平治が創設した遠江国報徳社の流れをくむ大日本報徳社の講堂（静岡県掛川市）

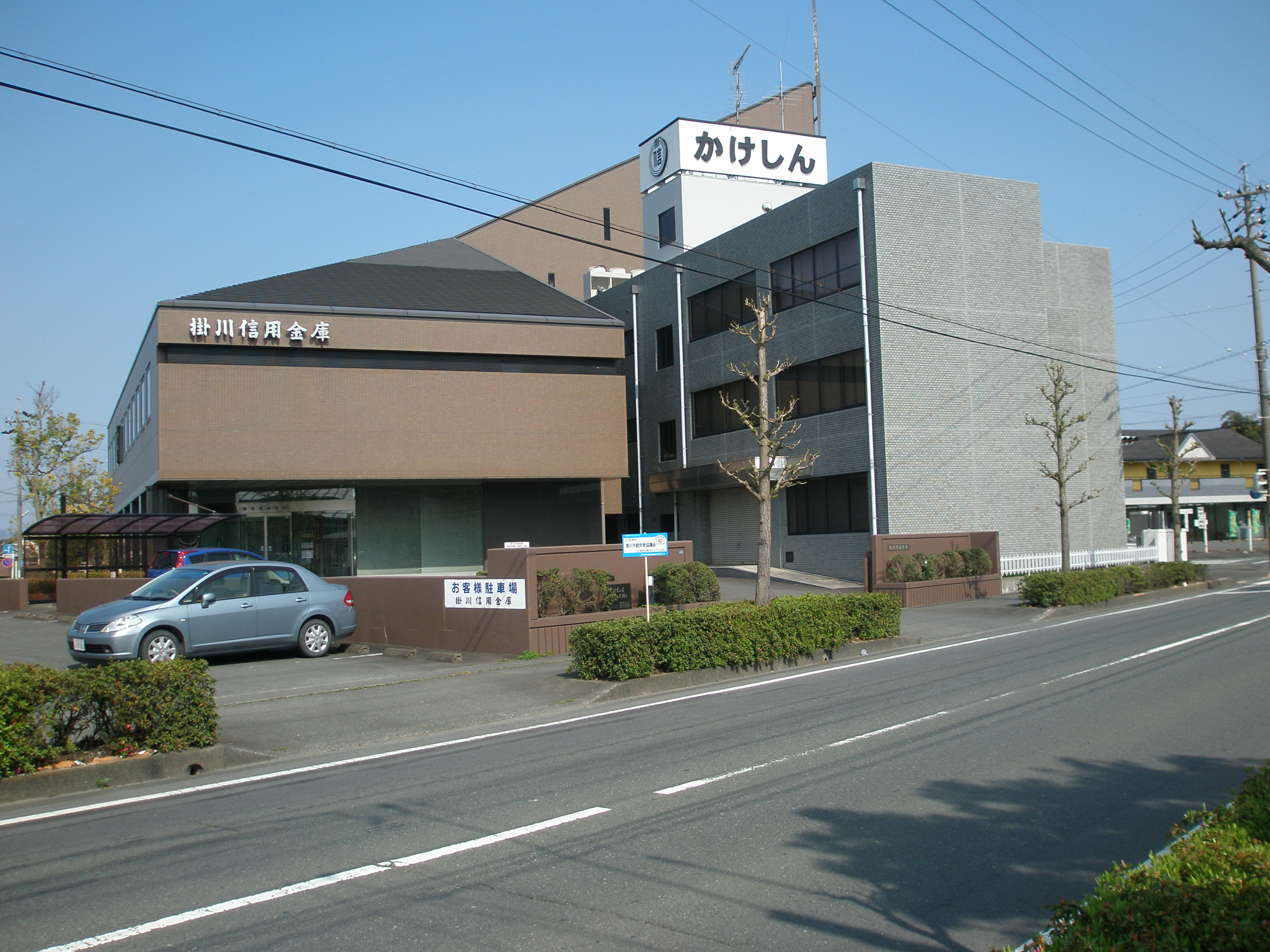
岡田良一郎が創業した勧業資金積立組合の流れをくむ島田掛川信用金庫の本店（静岡県掛川市）

「やらまいか精神」の根幹は「経済合理性の追求と独立自尊・自力更生の思想」とされている。このような気風が静岡県の西部に根付いた背景として、経済思想の一つである「報徳思想」の影響が指摘されている。静岡県の西部に暮らす人々への影響は大きく、やらまいか精神と報徳思想を並び称して「遠州の二大精神」と評されることもある。
農政家の二宮尊徳が提唱した報徳思想は、尊徳の高弟である岡田良一郎（遠江国佐野郡倉真村出身）らによって日本全国に伝わり、各地に報徳社が結成された。良一郎の父である岡田佐平治（遠江国佐野郡倉真村出身）は、尊徳の弟子であると同時に掛川藩大庄屋でもあり、報徳思想を生かして窮民救済を図った。その結果、掛川藩をはじめとする遠江国において報徳運動はひじょうに盛んとなり、村々に報徳社が次々と設立され、報徳仕法による農村復興運動が積極的に展開された。明治に入ると佐平治は各地の報徳社の上位組織として遠江国報徳社を設立し、のちに良一郎が全国組織である大日本報徳社に移行させた。報徳思想の影響を受け、倹約と実学を重んじるとともに利他的な気風が形成された。やがて、誠実や勤勉を尊び、働き者をたたえる風潮が涵養されたと指摘される。
報徳思想に触れた結果、静岡県の西部の農家は勤勉性に富んでおり、それが明治以降の工業化の基盤となったとされる。また、報徳思想に基づいて、岡田良一郎らが日本で初めての信用金庫となる勧業資金積立組合を静岡県佐野郡に設立するなど、地域経済の振興や産業の発展にも寄与した。報徳思想は貯蓄を推奨したことから、静岡県の西部では資本の蓄積が進行し、勧業資金積立組合以外にも多くの金融機関が設立された。明治末においては、静岡県が日本で最も金融機関の多い都道府県であった。金融機関の発達は、創業や事業拡大における資金調達の円滑化をもたらした。このような背景もあって、静岡県の西部に起業家を育む土壌が培われていったとされる。
やらまいか精神と報徳思想が遠江国の起業家に影響を与えた具体例としては、豊田佐吉と鈴木藤三郎が挙げられる。遠江国敷知郡山口村出身の豊田佐吉は報徳思想に影響を受けており、報徳の謳う「勤労」「分度」「推譲」を参考に「労働」「感謝」「奉仕」を経営理念として掲げていた。また、遠江国周智郡森町村出身の鈴木藤三郎は報徳実業論を提唱しており、報徳思想を経営に応用し事業に傾注することで公正なる企業間競争に対峙するよう主張していた。このように、静岡県の西部における実業家らを支えた精神的な支柱となっていった。

## 企業哲学
静岡県の西部にゆかりのある企業においては、「やらまいか精神」の影響を受けた経営理念や企業哲学を制定していることも多い。本田技研工業では、同社発祥の地である浜松市にはチャレンジ精神を尊重する風土があるとしたうえで、皆で一丸となって失敗を乗り越えよりよいものを創り出す「やらまいか精神」は「ホンダイズム」となり同社に受け継がれているとしている。

## 表記
「やらまいか」は、英語で表記する際はローマ字でそのまま「yaramaika」と表記することが多い。浜松市役所では、やらまいかを「yaramaika」と表記したうえで「Let's give it a try」と説明している。日本放送協会では、「Yaramaika」と表記したうえで「Let's give it a try without fearing failure」と説明している。本田技研工業では、「やらまいか精神」を「"yaramaika" spirit」と表記しており、やらまいかについては「'Yaramaika' means "let's just do it" in a Japanese dialect used in the Hamamatsu region」と説明している。

## 派生
浜松市やらまいか大使
静岡県浜松市では、浜松市の魅力を宣伝する親善大使として「浜松市やらまいか大使」を委嘱している。
やらまいかアンバサダー
静岡県浜松市では、日本国外に対して浜松市の魅力を宣伝する親善大使として「やらまいかアンバサダー」を委嘱している。
やら舞歌
第一勧業銀行浜松支店の支店長を務めていた作曲家の小椋佳は、のちに『やら舞歌』と題した楽曲の作詞、作曲を手掛けた。
やらまいか！――国際的な自動車メーカーを創立した男とそれを支えた妻
日本放送協会は、静岡県磐田郡光明村出身の本田宗一郎の生涯を描いた『やらまいか！――国際的な自動車メーカーを創立した男とそれを支えた妻』と題するテレビドラマを製作した。
やらまいか
静岡県浜松市に所在するスズキは、『やらまいか』と題する広報誌を発行している。
やらまいか創造工学センター
静岡県袋井市に所在する静岡理工科大学は、「やらまいか創造工学センター」と称する付属施設を設置している。
みんなでやらまいか！　郡上の元気・やる気条例
岐阜県郡上市議会では、「みんなでやらまいか！　郡上の元気・やる気条例」を制定した。郡上市で話されている飛騨弁は、方言区画論では岐阜・愛知方言に分類されており、遠州弁が含まれる長野・山梨・静岡方言とは文法的に連続している。